# アンペロサウルス
アンペロサウルス（学名：Ampelosaurus、意：ブドウのトカゲ）は、白亜紀後期、現在のヨーロッパに生息していたティタノサウルス類の竜脚類恐竜の属の一つである。最近のメディアではフランスで最も有名な恐竜として報じられている。

## 特徴

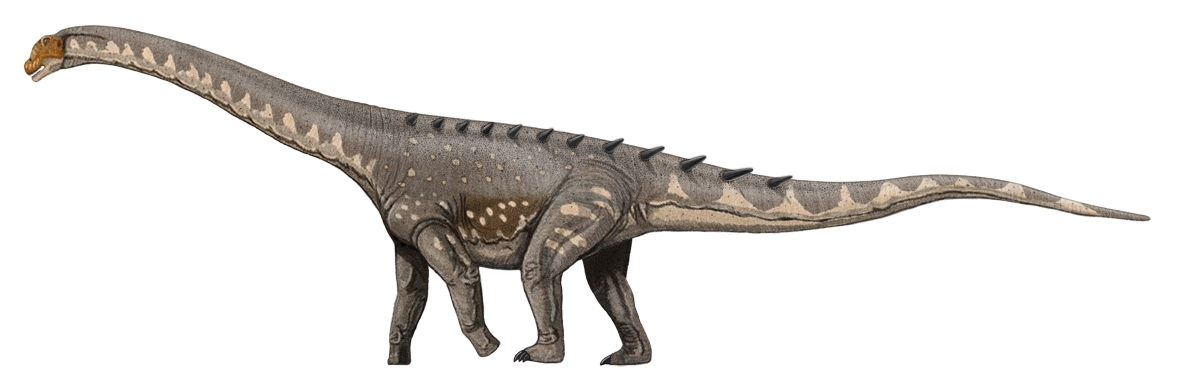
生態復元想像図

ヒトとの大きさ比較図

多くの竜脚類同様長い首と尾を持っており、さらに背中には皮骨の装甲があった。体長は15 mほどであった。
基底的ティタノサウルス形類であるギラファティタン・ブランカイ（Giraffatitan brancai）とAmpelosaurus sp.の頭骨内の迷宮部を比較すると形態の縮小が見られる。後者の特徴は頭部を動かす範囲の制限が関与している可能性がある

## 発見
1995年、フランスの古生物学者ジャン・ル・ルフ (Jean Le Loeuff) によって命名・記載された。属名は古代ギリシア語で「葡萄」を意味するampelosと「トカゲ」を意味するsauros から派生していて、最初の化石の発見地がフランス南部にあるブランケット ドゥ リムーワインの葡萄園に近いことに由来する。唯一の種であるA. atacisは近くを流れるオード川のラテン語名であるAtaxにちなんで命名された。
アンペロサウルスの最初の化石は、フランス南部のオード県にある町カンパーニュ＝シュル＝オードの近郊で発見され、マルヌルージュ地下累層 (Marnes Rouges Inférieures Formation) 下部の白亜紀末期のマーストリヒチアン前期に属する約7000万年前の地層から発掘された。この堆積物は古代には多数の河川が流れ込む氾濫原のものである。
最初の化石は1989年にボーンベッドの中から発見され、多数の肋骨、胴椎、尾椎、肢の骨が含まれていたが頭蓋骨は1本の歯を除いて発見されなかった。異なる大きさと形状の皮骨もボーンベッドの中から見つかっている。これらの化石は複数の個体に由来している。1989年以降フランスの同地域で多数の化石が発見されていて、頭蓋骨や下顎骨の化石も含む完全な骨格も見つかっている。

## 分類

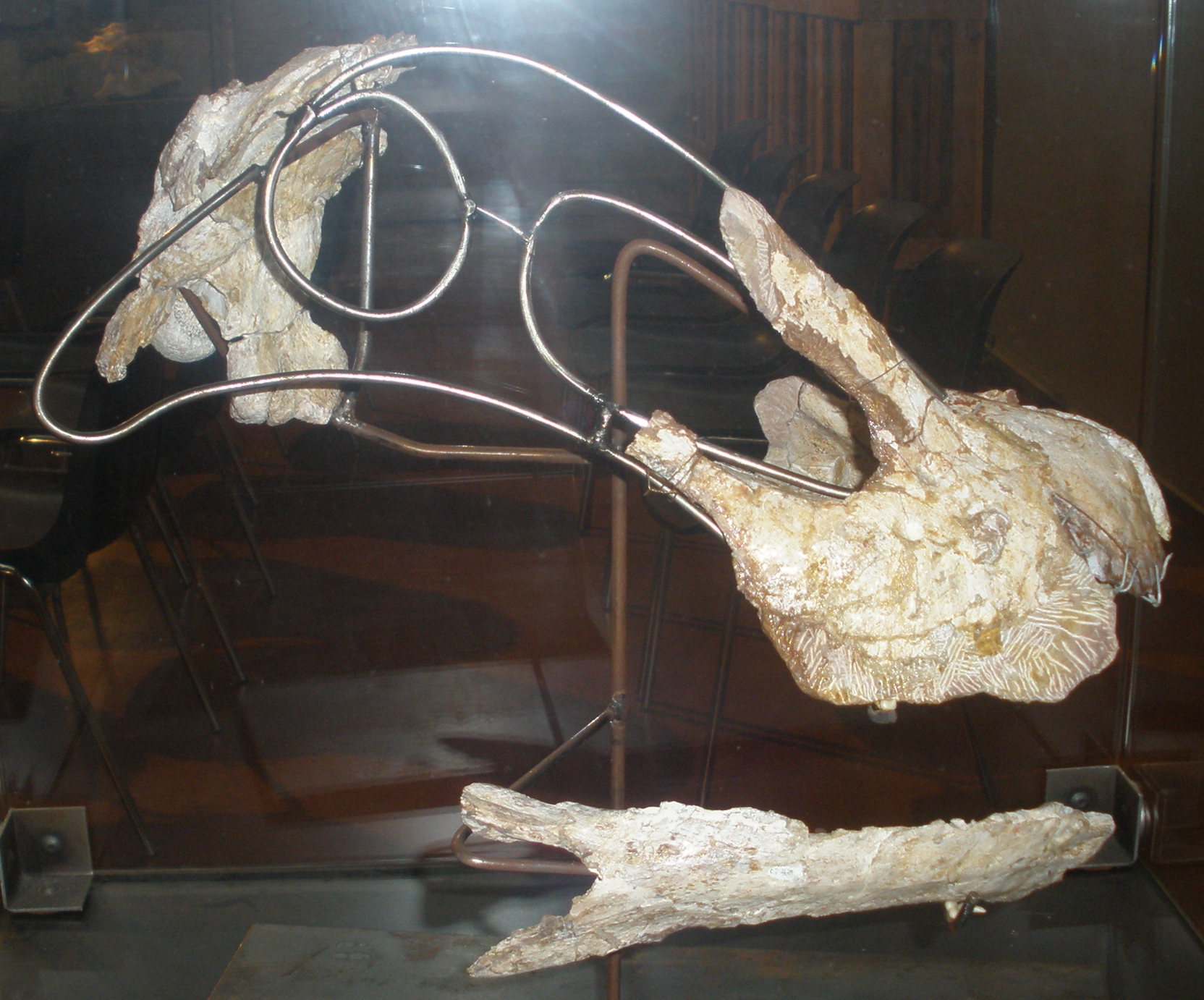
頭蓋骨

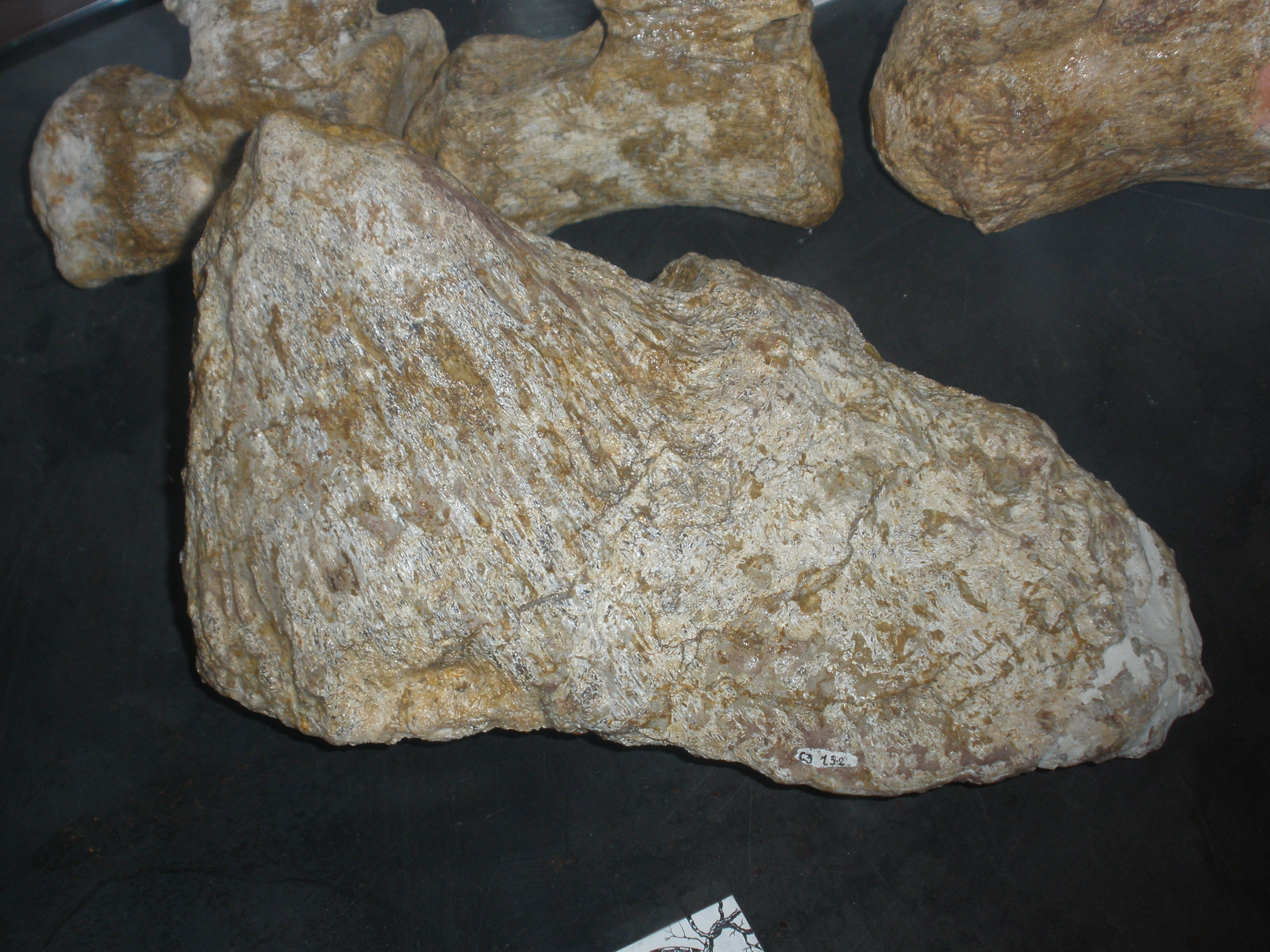
皮骨

尾椎の特徴と皮骨の存在からアンペロサウルスはアラモサウルスやサルタサウルスを含むティタノサウルス類の派生的なグループであるリトストロティア（Lithostrotia）に属していると考えられる(Upchurch et al., 2004).。しかし、アンペロサウルスの系統解析はまだ行われておらず、結論することはできない。
完全な骨格は発見地と同じ地域にあり、恐竜に特化した博物館である南フランスのエスペラザの自然史博物館 (Dinosauria) で見ることができる。

## 生物地理学
アンペロサウルスは現在ヨーロッパで最もよく知られている竜脚類である。他のヨーロッパで発見された竜脚類にはハンガリーから発見されたマジャーロサウルス（Magyarosaurus）やスペイン、カタルーニャ州で発見された未命名の種などが含まれる。多数の断片や孤立した骨はこれらの種のいずれのものでもない可能性がある (Le Loeuff, 1995)。
かつてゴンドワナであった南の大陸で多数のティタノサウルス類が発見される一方、北半球のマーストリヒト期の堆積物からいくつかの派生的なティタノサウルス類の種が発見されている。これには北アメリカのアラモサウルスやアジアのオピストコエリカウディアが含まれ、北と南の大陸の間に少なくとも断続的な接続があったことを示す。このことはアベリサウルス科のような白亜紀後期の獣脚類、言い換えれば南の大陸で知られるような恐竜であるタラスコサウルスがヨーロッパで発見されたことからも確証される。

## 論文

### 記載論文
- Le Loeuff, 1995
  - Le Loeuff, Jean (July-August 1995) (English) (PDF). Ampelosaurus atacis (nov. gen., nov. sp.), un nouveau Titanosauridae (Dinosauria, Sauropoda) du Crétacé supérieur de la Haute Vallée de l'Aude (France)..
    - Le Loeuff, Jean (1995). “Ampelosaurus atacis (nov. gen., nov. sp.), un nouveau Titanosauridae (Dinosauria, Sauropoda) du Crétacé supérieur de la Haute Vallée de l'Aude (France).” (français) (PDF). Comptes Rendus de l’Academie des Sciences Paris (series IIa) (Paris: Elsevier B.V.) 321:  693-699.